# Čačak
Čačak (serbisch-kyrillisch Чачак; deutsch veraltet Zazach) ist eine Stadt in Zentralserbien. Sie ist die achtgrößte Stadt Serbiens und der Verwaltungssitz des Okrugs Moravica. Laut der Volkszählung 2011 lebten in der Stadt 72.148 Einwohner.

## Geografische Lage
Westlich der Stadt liegt der Verwaltungssitz Požega des Okrug Zlatibor.
Im Osten liegt die Stadt Knić im Okrug Šumadija und im Südosten der Verwaltungssitz Kraljevo des Okrug Raška.
Der Stadtkern liegt auf einer Höhe von 204 m über dem Meeresspiegel. Die Gesamtfläche der Stadt mit Umgebung erstreckt sich über 636 km² und kann in folgende Landschaften unterteilt werden:
- Čačanska Kotlina mit 200 bis 300 m über NN
- Brežuljkasto (Gebirgsteil) mit 300 bis 500 m über NN
- Planinski Predeo (Gebirgsteil) mit 300 bis 985 m über NN

Die Namen der umliegenden Berge sind:
- Ovčar (985 m)
- Jelica (929 m)
- Kablar (885 m)
- Vujan (857 m)

Die Westliche Morava fließt quer durch die Gebirgslandschaft.
Die Landschaft Čačanska Kotlina wird hauptsächlich zu landwirtschaftlichen Zwecken genutzt. Die zwei Berge Kablar und Ovčar fallen unter das Naturschutzgesetz Serbiens. Das Naturschutzgebiet, in dem sie gelegen sind, hat den Namen Ovčarska-Kablanska Klisura. Dieses stark bewaldete Gebiet ist voll pflanzlichen Reichtums und bietet zudem auch Schutz für zum Teil gefährdete Tierarten. Daher besteht besonderer staatlicher Schutz.

## Klima
Čačak fällt in die kontinentale Klimazone. Die Jahresdurchschnittstemperatur beträgt 10,5 °C und die durchschnittliche Luftfeuchtigkeit 80,7 %. Čačak liegt windgeschützt zwischen vier Bergketten. Die durchschnittliche Windstärke der südlichen Winde beträgt nur 2 m/s, die der östlichen 1,4 m/s.

## Geschichte

### Antike

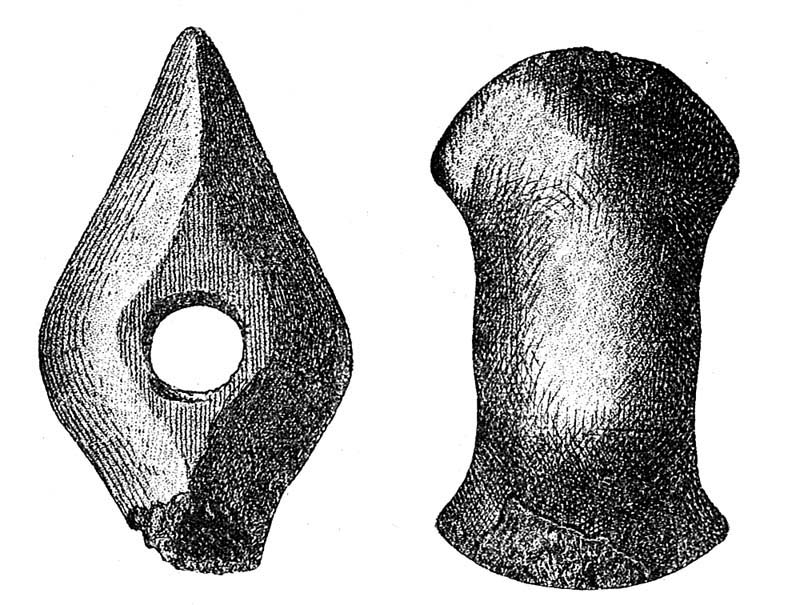
Fund aus der Jungsteinzeit bei Čačak

Die ältesten auf diesem Gebiet gefundenen archäologischen Funde stammen aus der Steinzeit zwischen den Jahren 8000 und 3200 v. Chr. Es wurden auch Schmuckstücke aus der Bronzezeit sowie eine Grabstätte aus der Zeit um 500 v. Chr. gefunden, die anscheinend für frühere Adelige errichtet wurde, da die Gräber voll mit Goldschmuck, Silberschmuck und Münzen waren.
Weiterhin wurden auch landwirtschaftliche Werkzeuge und zahlreiche weitere Artefakte aus römischer Zeit gefunden.
Die ältesten Funde, die darauf schließen lassen, dass sich zu dieser Zeit Serben hier ansiedelten, stammen aus dem 10. Jahrhundert.

### Mittelalter
Zur Zeit Stefan Nemanjas stand dieses Gebiet zwischen 1168 und 1189 unter der Führung dessen Bruders Stracimir Nemanja, der hier das Kloster Gradac errichtete.
Čačak wird mit dem heutigen Namen das erste Mal am 18. Dezember 1408 in einem Schriftstück des Dubrovica-Archivs dokumentiert.
Zur Zeit des Osmanischen Reiches gab es hier eine Vielzahl an Gefechten und Unruhen zwischen den Osmanen und Österreich, besonders während des Wiener Krieges in den Jahren 1683–1699. Damals drang die kaiserliche Armee bis nach Čačak vor, als es auch hier zu vermehrten serbischen Aufständen gegen die Osmanen kam. Doch nach zwei Jahren eroberten die Osmanen das gesamte Gebiet zurück. Im Jahre 1716 kam es erneut zum Krieg. Zu dieser Zeit bestand Čačak lediglich aus ca. 150 Häusern und wurde kurz nach dem Frieden von Passarowitz 1717 befreit. Eine erneute Offensive der Osmanen kurz darauf wurde der Stadt zum Verhängnis, da sie 1738 gänzlich in Brand gesetzt wurde.
Nachdem diese Region wieder in osmanischen Händen war, blieb sie lange Zeit eine Einöde und wurde erst in der zweiten Hälfte des 18. Jahrhunderts von Siedlern aus dem restlichen Serbien, Montenegro, der Herzegowina, Bosnien und anderen Balkanteilen besiedelt, deren Nachkommen auch heute noch 90 Prozent der Einwohner Čačaks ausmachen. Um 1788 wurde die Innenstadt von Anhängern von Aleks Nenadović in Brand gesetzt.
1804 wurde die Stadt beim ersten serbischen Aufstand befreit. Nach einer Volkszählung 1808 lebten in Čačak lediglich 250 Menschen.
1813 wurde Serbien erneut von der Osmanischen Macht angegriffen, und Čačak fiel wieder unter deren Herrschaft. Die darauf folgenden osmanischen Repressalien ließen den Gedanken an einen neuerlichen serbischen Aufstand erstarken.
1814 kam es zu einem kleinen Aufstand der Bauern in einem Dorf nahe Čačak, doch diese wurden rasch entwaffnet und noch bevor die Bevölkerung Čačaks davon erfuhr, enthauptet. 1815 entstand in Takovo die Keimzelle des zweiten serbischen Aufstandes, dieser breitete sich über einen Großteil Serbiens aus. Die Große Schlacht bei Čačak dauerte vom 24. April bis zum 13. Juni und endete zu Gunsten der Serben, da der osmanische Heeresführer Imsir in der Schlacht fiel und die Reste seiner Armee sich in das Landesinnere zurückzogen.

### Jüngere Geschichte
Nach dem zweiten serbischen Aufstand entwickelte sich die Stadt rasant weiter, obwohl sie nach dem endgültigen Abmarsch der Osmanen aus Serbien nur 900 Einwohner zählte.
1834 wurde das Alte Kloster gänzlich restauriert. 1837 begann der Bau des neuen Gymnasiums. Bereits zur Mitte des 19. Jahrhunderts zählte die Stadt 1500 Einwohner. Auch heute erinnert die Innere Stadt noch immer an die serbische Architektur des 19. Jahrhunderts und die Herrschaft von Miloš Obrenović.
Nach dem Berliner Kongress und der Unabhängigkeitserklärung Serbiens im Jahre 1878 wurde Čačak das wirtschaftliche und landwirtschaftliche Handelszentrum in West-Serbien.
1911 wurde die erste schmalspurige Eisenbahnstrecke eröffnet. In Folge entwickelte sich Čačak zu einem wichtigen Eisenbahnknotenpunkt im serbischen bzw. jugoslawischen Eisenbahnnetz. Durch den wirtschaftlichen Aufschwung wuchs die Stadt noch weiter und die Einwohnerzahl verdoppelte und verdreifachte sich von 1830 bis 1890. 1910 betrug die Einwohnerzahl bereits 5.671.
Nach dreijähriger österreichischer Besatzung wurde die Stadt am 25. Oktober 1918 erobert und entwickelte sich fortan rasch weiter, diesmal jedoch in einem gänzlich neuen Umfeld, da die Grenzen Serbiens und des neuen Staates Jugoslawien nun offiziell festgelegt waren.
1921 wurde die Stadt elektrifiziert. Das hatte zur Folge, dass kurz danach im Jahre 1930 neue Industriebetriebe eröffnet wurden (Papierfabrik, Waffen- und Rüstungsfabrik). Auch die geistige Weiterbildung kam in dieser Zeit nicht zu kurz, da weitere Schulen und Gymnasien gegründet wurden. Das Kloster und die neueren Kirchen wurden restauriert bzw. renoviert. Ab 1927 wurden neue umfangreiche Wohnhausanlagen errichtet. Von 1918 bis 1941 wuchs die Einwohnerzahl von 6.000 auf 13.000 an.
1941 wurde die Stadt zum Mittelpunkt des Bürgerkrieges zwischen Partisanen und Tschetniks. Während des Zweiten Weltkrieges unterdrückte die deutsche Besatzungsmacht die zivile Bevölkerung, liquidierte viele Einwohner, die sich widersetzten und entwendete wirtschaftliche Güter der Stadt.
Am 4. Dezember 1944 wurde Čačak durch die Alliierten Truppen der Roten Armee und der Partisanen erobert.
Ab 1945 erholte sich die Stadt wie auch nach den zahlreichen Konflikten zuvor. Es wurde wieder gebaut und Unternehmen, kulturelle Einrichtungen, Sporteinrichtungen und mehr geschaffen. Die Einwohnerzahl wuchs weiterhin (1961: 27.642, 1991: 71.392, 2002: 117.072).
Am 4. Juni 2021 kam es in der Munitionsfabrik um 01.30 Uhr zu einer großen und 2 Stunden lang zu einer Reihe weiterer Explosionen im Munitionslager. Die 60 Mitarbeiter der Nachtschicht blieben unverletzt.

## Wirtschaft
- Munitionsfabrik Sloboda, 2000 Mitarbeiter, erzeugt Artilleriemunition mit Kaliber 20–155 mm
- Institut za voćarstvo Čačak, Forschungszentrum für Obst. Einige Züchtungen sind nach der Stadt benannt, unter anderem die Zwetschgensorten Čačaks Beste, Čačaks Fruchtbare und Čačaks Schöne.

## Kultur
- Nationalmuseum (Народни музеј, erbaut 1835): Archäologische Funde, Erster und Zweiter Serbischer Aufstand, Partisanenkriege, alte Schriftstücke
- Kunstgalerie (Уметничка галерија „Надежда Петровић“): Gemäldegalerie von Nadežda Petrović
- Städtische Bibliothek (Градска библиотека): Bücher, Zeitschriften (Ende 19. Jahrhundert bis heute), über 120.000 Titel
- Kulturhaus (Дом културе): Veranstaltungssaal, zwei Kinos
- Salon der Fotografien (Салон фотографије): Fotosammlung und historisches Archiv

## Sport

### Basketball
Čačak gilt innerhalb Serbiens als Hochburg des Basketballs, der in Serbien als Sport wegen vieler internationaler Erfolge einen hohen Stellenwert genießt. Der KK Borac spielt in der höchsten serbischen Liga und hat bedeutsame Spieler hervorgebracht, angeführt von Dragan Kićanović  und Željko Obradović. In der jüngeren Vergangenheit gesellten sich dazu weitere aus Čačak gebürtige serbische Auswahlspieler:
- Branko Jorović (* 1981), WM-Teilnehmer 2006
- Marko Marinović (* 1983), WM-Teilnehmer 2006, Universiade-Sieger 2003
- Uroš Tripković (* 1986), WM-Teilnehmer 2006, EM-Silber 2009
- Tadija Dragićević (* 1986), U-20 Europameister 2006

### Fußball
Der größte Fußballverein der Stadt ist der Borac Čačak.

## Städtepartnerschaften
- Katerini, Griechenland

## Söhne und Töchter der Gemeinde
- Nadežda Petrović (1873–1915), Malerin
- Vladislav Petković Dis (1880–1917), Dichter
- Milan Stojadinović (1888–1961), Politiker, jugoslawischer Ministerpräsident
- Dragutin Bulić (1910–1942), Priester, Gymnasialprofessor und faschistischer Parteifunktionär (ZBOR)
- Mihajlo Mitrović (1922–2018), Architekt
- Verica Nedeljković (1929–2023), Schachspielerin
- Dušan Bulajić (1932–1995), Schauspieler
- Predrag Ćeramilac (1944–2011), Schauspieler
- Radomir Mihajlović (* 1950), Gitarrist
- Velimir Ilić (* 1951), Politiker
- Bora Đorđević (* 1952), Musiker
- Slobodan Topalović (1952–1994), Fußballspieler
- Dragan Kićanović (* 1953), Basketballspieler
- Jovan Nikolić (* 1955), Schriftsteller, Mitglied des serbischen P.E.N.-Zentrums
- Željko Obradović (* 1960), Basketballspieler und -trainer
- Sonja Savić (1961–2008), Schauspielerin
- Vladan Matijević (* 1962), Schriftsteller
- Radisav Ćurčić (* 1965), israelisch-serbischer Basketballspieler
- Neško Milovanović (* 1974), Fußballspieler und -trainer
- Dragan Dragutinović (* 1980), Fußballspieler
- Branko Jorović (* 1981), Basketballspieler
- Zoran Kostić (* 1982), Fußballspieler
- Milan Jovanović (* 1983), montenegrinischer Fußballspieler
- Marko Lomić (* 1983), Fußballspieler
- Marko Marinović (* 1983), Basketballspieler
- Tadija Dragićević (* 1986), Basketballspieler
- Robert Kišerlovski (* 1986), Radrennfahrer
- Nemanja Protić (* 1986), Basketballspieler
- Uroš Tripković (* 1986), Basketballspieler
- Nemanja Milunović (* 1989), Fußballspieler
- Darko Lazović (* 1990), Fußballspieler
- Filip Mladenović (* 1991), Fußballspieler
- Luke Black (* 1992), Sänger und Songwriter
- Mihailo Radovanović (* 1992), Handballspieler
- Milan Jevtović (* 1993), Fußballspieler
- Lazar Marković (* 1994), Fußballspieler
- Nataša Čikiriz (* 1995), Volleyballspielerin
- Ivana Jorović (* 1997), Tennisspielerin
- Veljko Filipović (* 1999), Fußballspieler
- Vuk Radojičić (* 2001), Basketballspieler